# Martín Arzuaga
Martín Enrique Arzuaga (ur. 23 lipca 1981 w Becerril) – kolumbijski piłkarz występujący na pozycji napastnika.

## Kariera klubowa
Arzuaga zawodową karierę rozpoczynał w 2000 roku w zespole Atlético Junior. W 2004 roku zdobył z nim mistrzostwo fazy Finalización. W Atlético spędził 6 sezonów. Pod koniec 2005 roku trafił był bliski transferu do meksykańskiego Cruz Azul z Primera División de México, lecz ze względu na kontuzję kolana nie przeszedł testów medycznych.
W połowie 2006 roku odszedł do CS Veracruz, także grającego w Primera División de México. Zadebiutował tam 6 sierpnia 2006 roku w wygranym 3:0 pojedynku z Querétaro. 30 sierpnia 2006 roku w wygranym 1:0 spotkaniu z Monarcas Morelia strzelił pierwszego gola w Primera División de México. W Veracruz spędził pół roku.
W styczniu 2007 roku Arzuaga podpisał kontrakt z argentyńskim Godoy Cruz. W Primera División Argentina zadebiutował 11 lutego 2007 roku w wygranym 2:0 pojedynku z Argentinos Juniors, w którym zdobył także bramkę. W Godoy Cruz również grał przez pół roku.
W połowie 2007 roku został graczem klubu Rosario Central, także występującego w Primera División Argentina. Pierwszy ligowy mecz zaliczył tam 28 sierpnia 2007 roku przeciwko Colónowi (0:2). W 2008 roku wrócił do Atlético Junior. W sezonie 2009 grał w Peru, gdzie był zawodnikiem zespołów Universidad San Martín oraz Juan Aurich.
W 2010 roku Arzuaga ponownie został graczem ekipy Atlético Junior. W tym samym roku zdobył z nim mistrzostwo fazy Apertura. W połowie 2010 roku odszedł do Independiente Medellín. Zadebiutował tam 18 lipca 2010 roku w przegranym 0:2 spotkaniu rozgrywek Categoría Primera A z Santa Fe.

## Kariera reprezentacyjna
W reprezentacji Kolumbii Arzuaga zadebiutował w 2003 roku. W tym samym roku został powołany do kadry na Puchar Konfederacji. Nie zagrał jednak na nim ani razu. Tamten turniej Kolumbia zakończyła na 4. miejscu.
W 2005 roku znalazł się w zespole na Złoty Puchar CONCACAF. Wystąpił na nim w pojedynkach z Panamą (0:1), Hondurasem (1:2), Trynidadem i Tobago (2:0), Meksykiem (2:1) oraz ponownie z Panamą (2:3). Z tamtego turnieju Kolumbia odpadła w ćwierćfinale.
W latach 2003–2005 w drużynie narodowej Arzuaga rozegrał w sumie 10 spotkań i zdobył 1 bramkę.